# Gridcoin
Gridcoin (аббревиатура: GRC) — криптовалюта, использующая технологию блокчейн для краудсорсинга вычислений научных проектов. Протокол Gridcoin опубликован 16 октября 2013 года, и он построен таким образом, что при эмиссии применяется доказательство доли владения. Ключевой особенностью Gridcoin является то, что эмиссия связана с участием в научных распределённых вычислениях, то есть пользователи получают вознаграждение за «вычислительный вклад» в науку.

## Описание
Gridcoin использует алгоритм проверки научных исследований в партнерстве с открытой платформой Беркли для сетевых вычислений (более известной как BOINC). Протокол построен таким образом, что участникам выдаётся вознаграждение за то, что они выполнили вычислительные задания в BOINC. Система основывается на связи идентификатора пользователя проекта (CPID) и кошелька Gridcoin. Награда выдается в GRC пропорционально заработанному значению RAC, зависящего от степени вклада в тот или иной проект.
BOINC поддерживает ряд научных проектов, которые требуют значительной вычислительной мощности, но не имеют финансовых средств, чтобы использовать суперкомпьютеры. Одновременно с этим большинство криптовалют потребляют много электроэнергии для расчёта новых блоков в блокчейне. Gridcoin ориентирован на использование вычислительных мощностей не для формирования блокчейна, а в задачах, которые могут принести пользу человечеству. Только небольшая часть вычислений приходится на защиту блокчейна.
Gridcoin позволяет проводить практически мгновенные пиринговые транзакции с низкой оплатой за операцию. Программное обеспечение Gridcoin является открытым и предоставляется возможность каждому принять участие в совершенствовании и развитии проекта.
Gridcoin дополнительно поддерживает систему голосования на основе блокчейн, которая даёт возможность быть инициатором предложений и участвовать в обсуждаемых вопросах. Одной из основных тем голосования является список BOINC-проектов, признаваемых Gridcoin. Он ведётся для того, чтобы некоторые пользователи не могли получить несправедливое вознаграждение посредством поддержания высокого RAC в то время, когда другие признанные проекты его не обеспечивают. Также есть ряд развлекательных и неофициальных опросов для того, чтобы вовлечь новых пользователей в участие в проекте.

## История
Gridcoin официально запущен 16 октября 2013 года разработчиком под псевдонимом Роб Халфорд (англ. Rob Halförd). Как и большинство криптовалют, Gridcoin децентрализован — работает без вмешательства сторонней организации.
11 октября 2014 года был осуществлён переход между версиями протокола — с оригинальной Gridcoin-Classic на Gridcoin-Research. Gridcoin-Classic использовал гибридную систему эмиссии, сочетавшую доказательство выполнения работы и доказательство доли владения. В результате перехода были устранены не связанные с BOINC вычисления. Количество используемых вычислительных мощностей для защиты блокчейна является минимальным, в отличие от типичных криптовалют, таких как Биткойн. Дополнительно с переходом на Gridcoin-Research был улучшен уровень безопасности подтверждения доли участия.

## Влияние
О влиянии Gridcoin на сферу мировых криптовалют писали на нескольких новостных сайтах: Hacker News, The Coin Telegraph, News BTC.
Gridcoin оказала влияние на научные исследования, криптовалюта упоминается в научных публикациях и официальных документах. В это входят доклады: оригинальный научный доклад о Gridcoin, доклад по блокчейн-механизму Sidecoin, о технологиях распределённого достижения консенсуса в приложениях криптовалют, доклад по краудфандингу о государственных вычислительных ресурсах GPU, принципах и применениях блокчейн-технологий, о метриках преобразований долей участия в сообществах криптовалют, о новых методах применения децентрализованного программного обеспечения и другие.

## Механизм вычисления награды
Награды Gridcoin могут состоять из двух частей: доказательство доли владения (PoS) и доказательство проведенного исследования (PoR).
Базовым является доказательство доли владения, для которого надо владеть GRC, количество которых определяет вероятность получения права на создание очередного блока, наградой за который будет 10 GRC. Для этого варианта есть возможность присоединения к пулу.
Доказательством выполнения работы служат распределённые вычисления в сети BOINC, что требует наличия соответствующей клиентской программы. За вычисления начисляются очки, исходя из суммы этих очков начисляется награда в GRC, которая накапливается (в кошельке раздел «Pending Reward»). Если участник программы BOINC через доказательство доли владения получает право на формирования очередного блока, то помимо стандартного вознаграждения в размере 10 GRC он получит и накопленный бонус за выполненную работу. Для этого варианта нет возможности участия в пуле, так как очки за распределённые вычисления персонифицированы.